# Lincoln Logs
Lincoln Logs är en leksak som består av träbitar, för att bygga fort och andra byggnader. Uppfinnare var John Lloyd Wright, son till arkitekten Frank Lloyd Wright. Lincoln Logs togs med i amerikanska National Toy Hall of Fame 1999. Leksaken uppfanns 1916.
John Lloyd Wright erhöll US Patent 1,351,086 den 31 augusti 1920 för en "leksaksstuga".

### Fotnoter
1. 1 2  ”Arkiverade kopian”. Arkiverad från originalet den 5 januari 2010. https://web.archive.org/web/20100105201908/http://lincolnlogs.knex.com/. Läst 27 augusti 2012.
2. ↑  ”Arkiverade kopian”. Arkiverad från originalet den 11 februari 2017. https://web.archive.org/web/20170211084017/http://patft.uspto.gov/netacgi/nph-Parser?Sect2=PTO1&Sect2=HITOFF&p=1&u=%2Fnetahtml%2FPTO%2Fsearch-bool.html&r=1&f=G&l=50&d=PALL&RefSrch=yes&Query=PN%2F1351086. Läst 27 augusti 2012.